# 上切连斯基农村居民点
上切连斯基农村居民点（俄语：Верхнечеренское сельское поселение）是俄罗斯联邦伏尔加格勒州克列茨卡亚区所属的一个农村居民点。其下辖有5个居民点，行政中心为上切连斯基。据2016年统计，该农村居民点的人口为1614人。